# Tesch & Stabenow
Tesch & Stabenow, auch unter dem Akronym Testa bekannt, war ein branchenführendes deutsches Unternehmen zur Entwesung. Es hatte das Monopol für den Vertrieb von Zyklon B in weiten Gebieten östlich der Elbe.
Das Unternehmen belieferte neben anderen auch das KZ Auschwitz mit dem Schädlingsbekämpfungsmittel Zyklon B, das zur massenhaften Tötung von Menschen erstmals Ende des Jahres 1941 im Stammlager eingesetzt wurde.

## Unternehmensgeschichte
Das Unternehmen wurde unter der Firma Tesch & Stabenow, Internationale Gesellschaft für Schädlingsbekämpfung m.b.h. mit Sitz in Hamburg 1924 von Bruno Tesch und Paul Stabenow gegründet. Es erhielt vom Senat die Ausnahmegenehmigung, die Schädlingsbekämpfung in Schiffen, Kühlhäusern und Kornspeichern mit hochgiftigem Blausäuregas vorzunehmen. 1928 verlegte das Unternehmen seinen Sitz in das Hamburger Ballinhaus, das zehn Jahre später in Meßberghof umbenannt wurde.

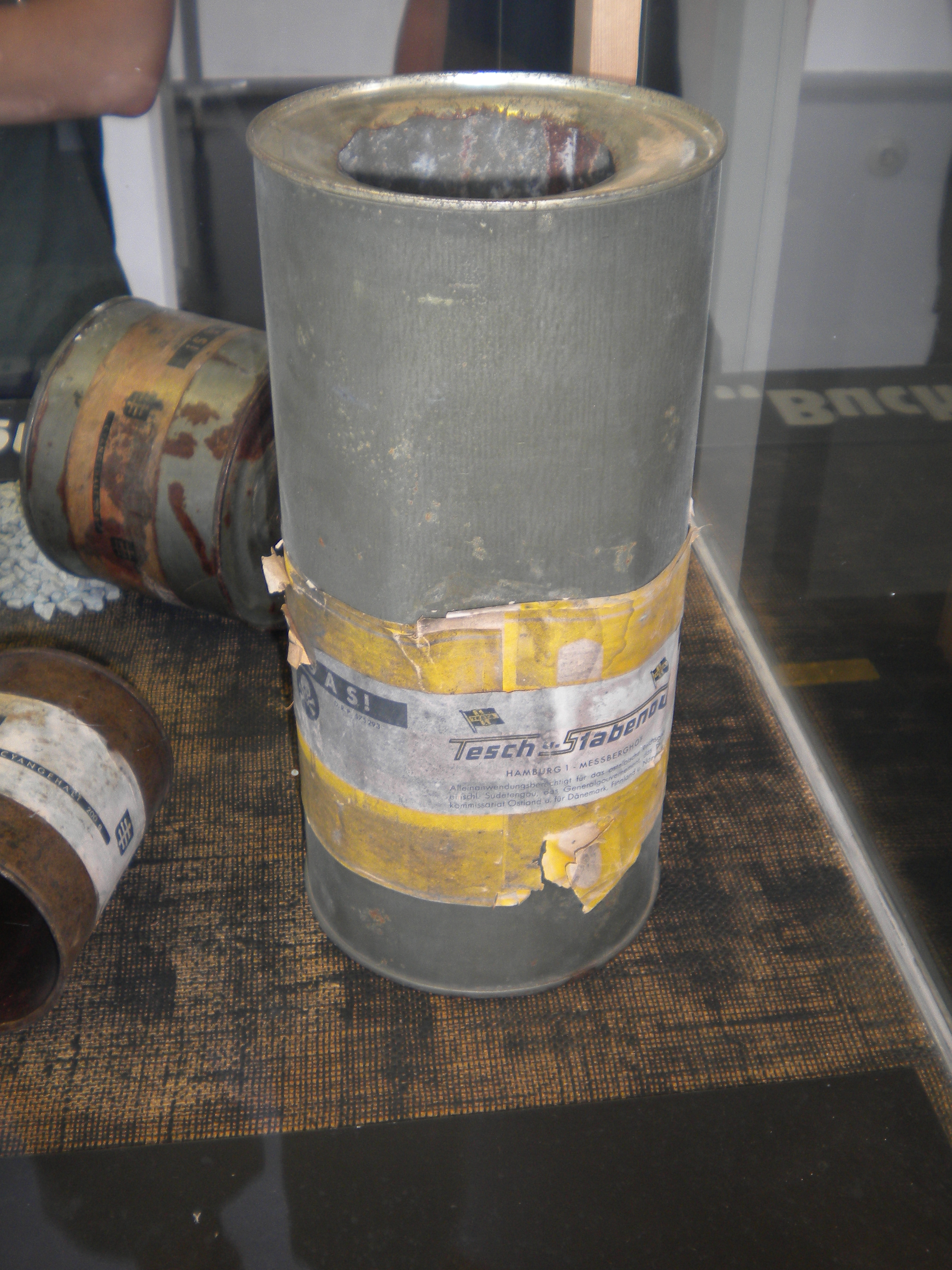
Zyklon-B-Behälter von Tesch & Stabenow

1925 erhielt Tesch & Stabenow von der Degesch GmbH in Frankfurt am Main im Gebiet östlich der Elbe die Monopolstellung für Anwendung und Vertrieb des Produkts Zyklon B. Im Jahre 1927 schied der Teilhaber Stabenow aus; Bruno Tesch hielt nun 45 % des Kapitals, die Degesch beteiligte sich mit 55 %; im Juni 1942 wurde Tesch „Alleininhaber“ (alleiniger Gesellschafter der GmbH).
In steigendem Maße belieferte Testa die Wehrmacht; Tesch selbst schulte 1941 SS-Angehörige in Sachsenhausen im regulären Gebrauch des Schädlingsbekämpfungsmittels. Ab 1941 verkaufte Testa Zyklon B an die Konzentrationslager Auschwitz, Majdanek, Sachsenhausen, Ravensbrück, Stutthof, Neuengamme, Groß Rosen und Dachau. Den höchsten Erlös aus den Verkäufen von Zyklon B erzielte das Unternehmen im Jahre 1943.
Das Unternehmen wurde ab 1947 unter seiner alten Firma Testa mit wechselnden Besitzern bis zum Jahre 1979 am alten Sitz fortgeführt, wobei aber nun das Akronym für Technische Entwesungsstation stand.
1979 fusionierte die Testa GmbH mit der Heerdt-Lingler GmbH (HeLi) unter finanzieller Beteiligung der Degesch GmbH zur Testa GmbH.

## Strafverfolgung
Am 3. September 1945 wurden im Zuge von Ermittlungen der britischen Militärgerichtsbarkeit der Inhaber Bruno Tesch, sein Prokurist Karl Weinbacher und der Angestellte Joachim Drosihn verhaftet. Ihnen wurde vorgeworfen, gewusst zu haben, dass das von ihnen gelieferte Zyklon B auch zum Töten von Menschen benutzt wurde. Die konkrete Anklage, die zum Todesurteil führte, lautete das Giftgas zur Tötung alliierter Staatsangehöriger geliefert zu haben. Ein ehemaliger Buchhalter behauptete sogar, dass Bruno Tesch diese Verwendungsmöglichkeit gegenüber Vertretern der SS bestätigt und die Art der Anwendung konkretisiert habe.
Tesch und Weinbacher wurden im ersten Curiohaus-Prozess zum Tode verurteilt. Ihre von zahlreichen Bittstellern unterstützten Gnadengesuche wurden abgewiesen und die Urteile am 16. Mai 1946 im Zuchthaus Hameln vollstreckt. Drosihn wurde freigesprochen.
Im IG-Farben-Prozess 1947 betrachtete das Gericht aber die Annahme der Anklage als ausgeschlossen, dass einer der Angeklagten Kenntnis von dieser bestimmungswidrigen Verwendung des Schädlingsbekämpfungsmittels gehabt hätte, eine Einschätzung, zu der inzwischen auch weite Teile der historischen Forschung gekommen sind.

## Vergangenheitsbewältigung
Am Curiohaus erinnert eine Tafel daran, dass dort in den ersten Nachkriegsjahren Prozesse gegen SS-Angehörige stattfanden, die für Verbrechen im KZ Neuengamme verantwortlich waren. Es gibt dort aber keinen konkreten Hinweis auf den Testa-Prozess und zum Stichwort Zyklon B.

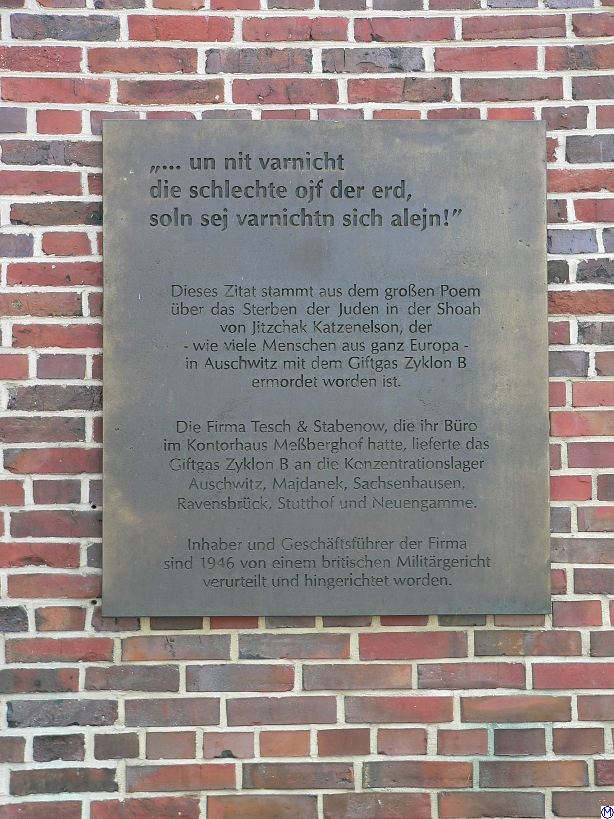
Gedenktafel am Meßberghof

Erst im Jahr 1992 gab es eine Initiative zur Vergangenheitsbewältigung, um eine Erinnerungstafel am Meßberghof anzubringen; dort hatte die Testa ihren Unternehmenssitz noch bis zu ihrer Liquidation im Jahre 1979. Die Grundstücksgesellschaft und die beteiligte Deutsche Bank äußerten Bedenken gegen den Verweis auf die Geschichte, erst am 1. Juni 1997 wurde eine Tafel enthüllt. Sie enthält den Schlussvers des Gedichts Dos lied vunem ojsgehargetn jidischn volk (Großer Gesang vom ausgerotteten jüdischen Volk) des jüdischen Dichters Jizchak Katzenelson, der am 1. Mai 1944 in Auschwitz ermordet wurde.

## Einzelbelege
1. 1 2  Testa auf Zyklon-B.info (Memento vom 27. September 2007 im Internet Archive), abgerufen am 26. Februar 2014.
2. ↑  firmen | Zyklon B. Abgerufen am 21. März 2023 (deutsch).
3. ↑  Zyklon B: die Produktion in Dessau und der Missbrauch durch die deutschen Faschisten - Dessauer Geschichte, (Mitwirkende: Forschungsgruppe Zyklon B, Hans Hunger, Antje Tietz) Books on Demand, 2007, ISBN 3-8334-9219-8, Abschnitt 1.2.2
4. ↑  Angelika Ebbinghaus: Der Prozeß gegen Tesch & Stabenow. In: Zeitschrift für Sozialgeschichte (ISSN 0930-9977), 13. Jahrgang 1998, Heft 2, S. 22 f.
5. ↑  Stephan H. Lindner: Das Urteil im I.G.-Farben-Prozess, S. 420.